# Leandra dentata
Leandra dentata är en tvåhjärtbladig växtart som beskrevs av Célestin Alfred Cogniaux. Leandra dentata ingår i släktet Leandra och familjen Melastomataceae. Inga underarter finns listade i Catalogue of Life.